# Lew Termen
Lew Siergiejewicz Termen (ros. Лев Сергеевич Термен), znany także jako Leon Theremin (ur. 15 sierpnia?/27 sierpnia 1896 w Petersburgu, zm. 3 listopada 1993 w Moskwie) – rosyjsko-radziecki fizyk, wiolonczelista i wynalazca pochodzenia francusko-niemieckiego. Zasłynął jako twórca urządzeń z dziedziny muzyki (theremin, wiolonczela bez strun) i technologii szpiegowskiej.

## Życiorys
Urodzony w 1896 roku w Petersburgu Lew Siergiejewicz Termen wywodził się ze starej prawosławnej rodziny szlacheckiej Theremin, mającej francuskie (hugenockie) i niemieckie korzenie. Na początku I wojny światowej zapisał się na studia z zakresu fizyki i astronomii na Uniwersytecie Piotrogrodzkim, nie mając jednak ukończonych 20 lat, został powołany do służby wojskowej. Dziekani uniwersytetu uniemożliwili wysłanie Termena na front wojenny, włączając go do programu studiów podyplomowych z wojskowej inżynierii radiowej. Termen równolegle uczył się także gry na wiolonczeli i teorii muzyki w Konserwatorium Piotrogrodzkim.
Na początku lat 20. XX wieku Lew Termen nadzorował działalność laboratorium oscylacji radiowych na przedmieściach Piotrogrodu (ówczesna nazwa Petersburga). Pracował tam nad urządzeniem do pomiaru gęstości gazu, które nie tylko miało pokazywać wizualny odczyt wartości, ale także sygnalizować ją dźwiękowo. W pewnym momencie odkrył, że zbliżenie dłoni do miernika generuje pisk o wysokiej tonacji, zaś ich cofnięcie kończy się piskiem o niskiej tonacji. Termen wkrótce zaczął prezentować kolegom solówki muzyki poważnej na urządzeniu, wprawiając ich w zdziwienie. Urządzenie w 1928 roku zostało opatentowane jako termenvox lub theremin. Licencję wynalazca sprzedał przedsiębiorstwu RCA. Był to jeden z pierwszych instrumentów muzycznych w historii, w którym źródłem dźwięku był prąd elektryczny. Termen dzięki swojemu wynalazkowi wkradł się w łaski Włodzimierza Lenina, który osobiście spróbował swoich sił w grze na nowym instrumencie.
W grudniu 1922 roku Termen grał na termenvoxie w piotrogrodzkiej filharmonii, a w ciągu następnych pięciu lat usłyszano go w prawie 200 miejscowościach. Prezentował też inne muzyczne wynalazki muzyczne: elektryczny instrument klawiszowy, wiolonczelę bez strun, a także illuminovox, urządzenie połączone z termenvoxem, które na zmiany wysokości dźwięków reagowało zmianami kolorowych świateł, pozwalając urzeczywistnić ideę skriabinowskiego „fortepianu świetlnego”. W 1927 roku zbudował najbardziej zaawansowany wówczas prototyp telewizora. Według różnych opisów miał on ekran o powierzchni 2,25 m² (1,5×1,5 m) lub 0,5 m² oraz rozdzielczość (64 linie), która pozwalała na rozpoznanie twarzy i ruchów osoby filmowanej w innym pomieszczeniu (RCA osiągnęło ten rezultat 6 lat później). Skonstruował też wysokościomierz magnetyczny pozwalający pilotom na lądowanie we mgle.

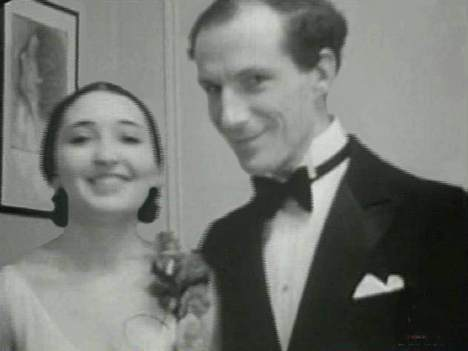
Clara Reisenberg i Leon Theremin w 1929 roku

W 1927 roku, za zgodą radzieckich władz, Lew Termen ruszył w światową trasę koncertową, by prezentować określony jego nazwiskiem instrument muzyczny, co miało być jednocześnie promocją radzieckiej nauki. W tym samym roku Termen przybył także do Stanów Zjednoczonych, w których pozostawał przez następne 11 lat. Podczas pobytu w tym kraju doświadczył sławy i dorobił się fortuny (miał status milionera), pracując we własnym studiu i prowadząc liczne publiczne prezentacje swego instrumentu, co budziło wielki entuzjazm. W USA prowadził ponadto działalność wywiadowczą na zlecenie radzieckiego rządu. W trakcie prezentowania theremina w nowojorskim Hotelu Plaza w grudniu 1928 roku poznał skrzypaczkę Clarę Reisenberg (później znaną pod nazwiskiem odmężowskim jako Clara Rockmore), która ze względów zdrowotnych musiała porzucić grę na skrzypcach. Reisenberg wykazała zainteresowanie instrumentem i dostała w prezencie od Termena model RCA jego wynalazku. Zaczęła dążyć do osiągnięcia mistrzowskiego opanowania theremina, jednocześnie współpracując z Lwem Termenem przy udoskonalaniu instrumentu. Przekonała również Termena, żeby stworzył dla niej instrument o wiele bardziej precyzyjny i wrażliwy niż model RCA, z zakresem zwiększonym z trzech oktaw do pięciu oraz mechanizmem ułatwiającym uzyskanie staccato. W późniejszych latach dała wiele występów, grając na thereminie, a obecnie jest uważana za najwybitniejszą thereministkę w historii.

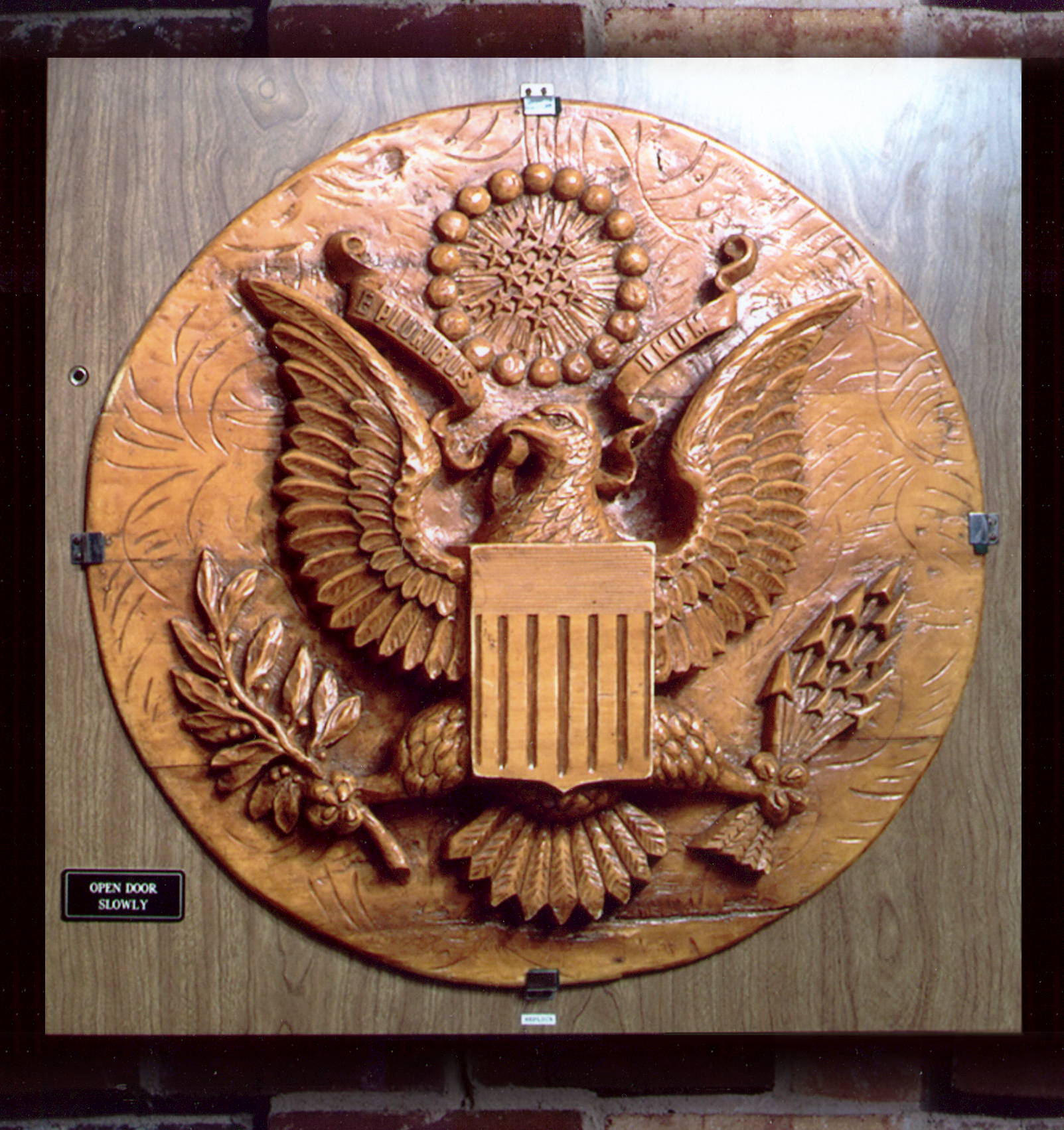
Płaskorzeźba Wielkiej Pieczęci Stanów Zjednoczonych ze skonstruowanym przez Lwa Termena urządzeniem podsłuchowym, obecnie znajdująca się w zbiorach NSA

We wrześniu 1938 roku Termen wrócił do Związku Radzieckiego. W marcu następnego roku został aresztowany i oskarżony o współudział w zabójstwie Siergieja Kirowa oraz propagandę antyradziecką, a następnie skazany na osiem lat pozbawienia wolności. Najpierw trafił do obozu pracy w Magadanie na Syberii, zaś w czasie II wojny światowej, w 1940 roku został przeniesiony do położonej w Tomsku tzw. szaraszki – tajnego gułagowego laboratorium dla uwięzionych naukowców, gdzie wspólnie z Andriejem Tupolewem i Siergiejem Korolowem pracował nad zdalnie sterowanymi samolotami i systemami śledzenia statków za liniami wroga, a także nad urządzeniami podsłuchowymi dla NKWD. Skonstruował tam także miniaturowe urządzenie podsłuchowe, które KGB natychmiast wdrożyło do użytku. Urządzenie to zostało umieszczone w wykonanej ze szlachetnych gatunków drewna, mającej 60 cm średnicy płaskorzeźbie Wielkiej Pieczęci Stanów Zjednoczonych, która 8 lutego 1945 roku, na odbywającym się w trakcie konferencji jałtańskiej spotkaniu w obozie Artek została wręczona przez pionierów ambasadorowi Stanów Zjednoczonych w Związku Radzieckim, Williamowi Averellowi Harrimanowi jako wyraz wdzięczności za pomoc udzieloną radzieckim dzieciom. Następnie Harriman powiesił płaskorzeźbę z urządzeniem w swoim biurze. Płaskorzeźba wisiała tam przez osiem lat, gdy wreszcie jej zawartość została odkryta przez Amerykanów, którzy ze względów wizerunkowych na temat tego znaleziska milczeli do lat 60. XX wieku. Amerykańscy eksperci dopiero po długim czasie poznali zasadę działania podsłuchu. Za ten wynalazek w 1947 roku z osobistej rekomendacji Ławrientija Berii Termenowi przyznano Nagrodę Stalinowską I stopnia i zwolniono go z więzienia. W 1958 roku został całkowicie zrehabilitowany i dostał mieszkanie przy Bramie Kałużskiej w Moskwie.
Do początku lat 60. XX wieku Termen pracował jako naukowiec dla KGB. W 1964 roku otrzymał stanowisko profesora akustyki w Konserwatorium Moskiewskim, ale stracił je po tym, jak 26 kwietnia 1967 roku w „The New York Timesie” ukazał się artykuł autorstwa Harolda C. Schonberga, w którym znalazł się opis moskiewskiego życia i pracy Termena. Później, na osobiste polecenie akademika Riema Chochłowa, został zatrudniony jako mechanik w pracowni Wydziału Fizyki Moskiewskiego Uniwersytetu Państwowego.
Pod koniec lat 80. XX wieku niezależny reżyser Steven M. Martin postanowił nakręcić film dokumentalny o Lwie Termenie jako wynalazcy theremina. W związku z tym Martin w 1991 roku zorganizował lot mającego wówczas 95 lat Lwa Termena do Nowego Jorku, aby odbył swoje ostatnie spotkanie z Clarą Rockmore (po swoim wyjeździe ze Stanów Zjednoczonych w 1938 roku dotychczas spotkał się z nią raz – w 1962 roku w Moskwie, gdzie Rockmore była z mężem na wakacjach). Nagranie ze spotkania znalazło się w filmie Theremin: elektroniczna odyseja, którego premiera miała miejsce w brytyjskiej telewizji w 1993 roku, kilka dni po śmierci Termena.
W marcu 1991 roku nieoczekiwanie dla wszystkich Termen został członkiem KPZR. Na pytanie, dlaczego wstąpił do tej rozpadającej się wówczas partii, odpowiedział: „bo obiecałem Leninowi”.

## Życie prywatne
Lew Termen w 1921 roku zawarł związek małżeński z Katią Konstantiną, który zakończył się rozwodem w nieznanym czasie. W początkowym okresie swojego pobytu w Stanach Zjednoczonych oświadczył się Clarze Reisenberg, która jednak mu odmówiła. W połowie 1938 roku wziął ślub z afroamerykańską tancerką Lavinią Williams, czym wywołał skandal, gdyż ówcześnie w większości stanów śluby międzyrasowe były nielegalne. Jeszcze w tym samym roku rozwiódł się z Williams, prawdopodobnie z powodu powrotu do Związku Radzieckiego. W 1946 roku Termen ożenił się z Marią, z którą miał dwie córki bliźniaczki: Natalię i Helenę. Małżeństwo trwało do śmierci Marii w 1970 roku. Później Termen proponował ponowny ślub Lavinii Williams.
Lew Termen zmarł 3 listopada 1993 roku w Moskwie w wieku 97 lat. Został pochowany na Cmentarzu Kuncewskim w Moskwie.

## Filmografia
- Theremin: elektroniczna odyseja (Theremin: An Electronic Odyssey; 1993) jako on sam[18].

## Wykorzystanie w kulturze
- Historia życia i wynalazków szpiegowskich Lwa Termena została pokazana w 2012 roku w jednym z odcinków telewizyjnego programu popularnonaukowego Mroczna strona nauki[22].
- W 2014 roku ukazała się debiutancka powieść Seana Michaelsa Us Conductors, będąca fabularyzowaną relacją z życia Lwa Termena i koncentrująca się głównie na jego nieodwzajemnionej miłości do Clary Reisenberg (Rockmore)[19][23]. W roku wydania powieść została uhonorowana nagrodą Giller Prize[23].